# Nicholas Chamberlain
Nicholas Chamberlain (* 25. November 1963 in Staines, Middlesex) ist ein anglikanischer britischer Bischof.

## Leben
Chamberlain besuchte die Christleton High School in Staines. Er studierte Anglistik und Amerikanische Literatur am St Chad's College der University of Durham in Durham und danach anglikanische Theologie am Edinburgh Theological College. 1991 wurde er zum anglikanischen Diakon in der Durham Cathedral ordiniert. 1992 wurde er zum anglikanischen Priester in der Kirchengemeinde St Mary, Cockerton in der anglikanischen Diözese von Durham geweiht.  Als Suffraganbischof ist Chamberlain seit 2015 Bischof von Grantham. Am 19. November 2015 wurde er als Nachfolger von Tim Ellis zum anglikanischen Bischof von Grantham ordiniert. Chamberlain lebt mit seinem Partner zusammen.